# Samantha Roberts
Samantha Roberts é uma nadadora de Antígua e Barbuda.
Em 2014, ela disputou 7 provas no Campeonato Mundial de Natação em Piscina Curta de 2014.
Em 2015, ela disputou três provas no Pan de Toronto.